# Hans Rinn
Hans Rinn (ur. 19 marca 1953 w Langewiesen) – niemiecki saneczkarz reprezentujący NRD, trzykrotny medalista olimpijski, wielokrotny medalista mistrzostw świata i Europy.

## Kariera
Pierwsze sukcesy w karierze osiągnął w styczniu 1973 roku, kiedy zdobył dwa złote medale podczas mistrzostw Europy w Königssee. Jeszcze w tym samym roku zdobył złoty medal indywidualnie i srebrny w parze z Norbertem Hahnem na mistrzostwach świata w Oberhofie. W kolejnych latach zdobył jeszcze siedem medali na imprezach tego cyklu: srebrny w jedynkach na MŚ w Königssee (1974), złoty w dwójkach na MŚ w Hammarstrand (1975), złote w obu konkurencjach podczas MŚ w Innsbrucku (1977), brązowy w dwójkach na MŚ w Imst (1978) oraz srebrny w tej samej konkurencji na MŚ w Königssee (1979). Zdobył też jedenaście kolejnych medali mistrzostw Europy, w tym złote w jedynkach na ME w Imst (1974) i ME w Oberhofie (1979) oraz dwójkach na ME w Olang (1975), ME w Hammarstrand (1978) i ME w Olang (1980).
W 1976 roku wystartował na igrzyskach olimpijskich w Innsbrucku, zdobywając brązowy medal. W zawodach tych wyprzedzili go jedynie Dettlef Günther z NRD i Josef Fendt z RFN. Wspólnie z Hahnem zdobył parę dni później złoty medal w dwójkach. Na rozgrywanych cztery lata później igrzyskach olimpijskich w Lake Placid Hahn i Rinn zdobyli kolejny złoty medal w dwójkach, a w jedynkach Rinn nie ukończył rywalizacji.